# (12923) Céfiro
(12923) Céfiro es un asteroide que forma parte de los asteroides Apolo, descubierto el 11 de abril de 1999 por el equipo del Lowell Observatory Near-Earth-Object Search desde la Estación Anderson Mesa (condado de Coconino, cerca de Flagstaff, Arizona, Estados Unidos).

## Designación y nombre
Designado provisionalmente como 1999 GK4. Fue nombrado Céfiro en honor al dios griego del viento del oeste, Céfiro.

## Características orbitales
Céfiro está situado a una distancia media del Sol de 1,961 ua, pudiendo alejarse hasta 2,926 ua y acercarse hasta ,9964 ua. Su excentricidad es 0,492 y la inclinación orbital 5,304 grados. Emplea 1003,47 días en completar una órbita alrededor del Sol.

## Características físicas
La magnitud absoluta de Céfiro es 15,8. Tiene 2,060 km de diámetro y su albedo se estima en 0,199. Está asignado al tipo espectral S según la clasificación SMASSII.